# Nhặng xanh má vàng
Nhặng xanh má vàng (Danh pháp khoa học: Chrysomya bezziana) là một loài ruồi trong họ Calliphoridae, chúng thuộc loài ruồi ký sinh.

## Phân bố
Chúng phân bố ở châu Á, châu Phi, châu Đại Dương, nhưng chủ yếu ở khu vực Đông Nam Á. Ở Việt Nam, loài nhặng này đã được tìm thấy vào năm 1940, loài nhặng Chrysomyia bezziana phân bố rộng ở Việt Nam nhưng với số lượng cá thể không lớn và thuộc nhóm gần gia súc (trâu, bò).

## Đặc điểm
Giòi của loài nhặng này có lối sống ký sinh bắt buộc. Ấu trùng (giòi) bắt buộc phải ký sinh trên các mô lành của động vật để phát triển, hay nói cách khác ruồi không thể hoàn thành vòng đời của mình nếu thiếu giai đoạn ấu trùng ký sinh trên vật chủ. Trên thế giới đã ghi nhận nhiều trường hợp ấu trùng Chrysomyia bezziana xâm nhiễm vào mũi, tai, mắt, vòm miệng, đường niệu đạo của người.
Khi các tổ chức này bị viêm nhiễm sẽ càng thu hút ruồi cái tới đẻ trứng. Tại đây, trứng nở ra giòi sau vài giờ. Giòi ruồi ký sinh ở mũi và có thể tiến vào xoang mặt hoặc xuống phế quản; ký sinh ở tai và có thể di chuyển tới não; ký sinh trong ổ mắt và ở vòm miệng có thể tiến vào xoang mặt; ký sinh ở bộ phận sinh dục hoặc tiến sâu theo niệu đạo.
Loài nhặng Chrysomyia bezziana đã được coi là một đối tượng có vai trò thú y, vì đã phát hiện được giòi ký sinh trên trâu, bò. Nó có thể ký sinh trên mắt. Bệnh nhiễm giòi thường xảy ra ở những người không có khả năng tự vệ hay khả năng tự phòng vệ yếu như trẻ em, người già, người bệnh ốm yếu, và sống những nơi có phân bố loài nhặng này.